# Mengistu Haile Mariam
Mengistu Haile Mariam o Hailé Mariam Mengistu (en amhárico: መንግስቱ ኃይለ ማርያም; Walaita, 21 de mayo de 1937) es un militar, político y Dictador etíope, teniente coronel del Ejército de Etiopía, líder del Consejo Administrativo Militar Provisional (conocido como Derg), la junta militar que asumió el poder luego del derrocamiento de Haile Selassie, entre los años 1974 y 1987, y presidente de la República Democrática Popular de Etiopía desde 1987 a 1991, cuando fue derrocado. 
Secretario general del Partido de los Trabajadores de Etiopía (el partido único marxista-leninista; 1984-91), y llamado en ocasiones Negus Rojo, su gestión interna estuvo marcada por políticas desarrollistas, una colectivización de inspiración soviética, la hambruna etíope de 1984-1985, una constante represión de la disidencia, diversos levantamientos contra su régimen y la fase más cruenta de la guerra de la independencia eritrea, mientras que la exterior fue dominada por la invasión somalí de 1977-8.    
Considerado un dictador por el gobierno de su país y la mayoría de las naciones occidentales, en la actualidad vive en el exilio en Harare, Zimbabue desde que fue acogido por el expresidente Robert Mugabe, amigo personal de Mengistu. En 2006 la justicia etíope lo encontró culpable in absentia de los cargos de genocidio durante el llamado Terror Rojo y lo condenó a muerte (2008), aun cuando Mengistu ha negado constantemente dichas acusaciones.

## Vida

### Primeros años
Mengistu desciende por parte de madre de Kebede Tesemma, un noble y alto funcionario de la Corte imperial de Menelik II, pero su padre era un antiguo esclavo liberto al servicio de Afenegus Eshete Geda, un aristócrata que era un gobernador subprovincial, al sur del país.
Según el  periodista estadounidense Paul B. Henze, que publicó una entrevista a Mengistu el año 2000, este habría desarrollado un sentimiento de inferioridad desde su niñez por ser notoriamente más "oscuro" que el común de los habitantes de la altiplanicie de Etiopía. Este sentimiento se habría incrementado en los EE. UU., mientras recibía instrucción militar, pues habría sufrido discriminación racial (a pesar de no encontrar pruebas de estos incidentes), lo cual habría influenciado su sentimiento antiestadounidense.
La carrera militar de Mengistu comenzó a inicios de la década de 1960, cuando ingresó en la Academia Militar de Oletta, una de las dos academias militares de Etiopía, de la cual egresa en 1966. Posteriormente fue enviado a recibir entrenamiento avanzado con sendos cursos en Fort Leavenworth (EE. UU.), de donde regresó en 1971. En este período habría simpatizado con el Movimiento Nacionalista Negro, y es cuando habría tomado forma su filosofía de tipo marxista-leninista y nacionalista.

### Revolución de 1974

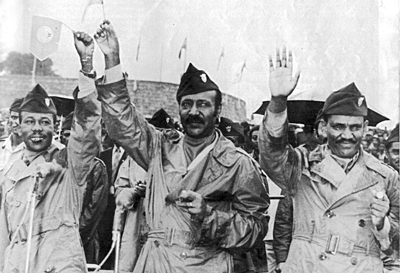
Mengistu Haile Mariam (izquierda) con otros miembros del Derg que son Tafari Benti (centro) y Atnafu Abate (derecha) en 1975.

Hacia 1974 el Imperio de Etiopía atravesaba una profunda crisis social y política, provocada por una severa hambruna y por las derrotas militares a manos de los rebeldes independentistas eritreos, generando un gran descontento popular, promovido principalmente por el Partido Revolucionario del Pueblo Etíope (PRPE) y por el Movimiento Socialista Panetíope (MEISON).
Una sublevación de militares de baja graduación canalizó este descontento, y el 12 de septiembre de 1974 derrocaron al sistema monárquico absolutista e imperial de Haile Selassie, siendo Mengistu uno de sus líderes. El país quedó a cargo de una Junta Militar denominada Comité de Coordinación de las Fuerzas Armadas, la Policía y el Ejército Territorial, conocida popularmente como Derg (comité o consejo en lengua ge'ez), un gobierno provisional atípico compuesto por 108 miembros y presidido por el general Aman Andom, gabinete del cual Mengistu formaba parte.
Tras una serie de conflictos internos en el seno del Derg, el general Andom fue despuesto junto a otros miembros acusados de ser partidarios y funcionarios del antiguo régimen de Haile Selassie. Así las cosas, terminó siendo nombrado jefe de Estado el general Tafari Benti, cercano a Mengistu, quien aboliría oficialmente la monarquía y declararía la instauración de un gobierno socialista.
En noviembre, apenas dos meses después de la renuncia del Negus, el general Andom fue depuesto y asesinado en su domicilio de Adís Abeba junto a otros partidarios del antiguo régimen monárquico. Mengistu clamó públicamente contra los enemigos de la Revolución y dio paso a  una purga rigurosa que diezmó las filas del PRPE y del Derg. Con la colaboración del MEISON organizó milicias armadas que clausuraron las universidades y persiguieron a todo disidente catalogado como tal por el gobierno o por el Movimiento Panetíope.
El 27 de agosto de 1975 el depuesto Negus de Etiopía, Haile Selassie, moría en circunstancias no aclaradas a la edad de 83 años. Oficialmente se declaró que la muerte se debió a complicaciones después de una operación de próstata. Sin embargo, sus partidarios señalan que fue asesinado por orden de Mengistu.

### El Terror Rojo
En febrero de 1977, tras un atentado en plena reunión del Derg que acabaría con las vidas del general Tafari Benti y de varios de sus seguidores, Mengistu asumió el liderazgo indiscutible del país, siendo nombrado presidente y jefe de Estado. Consolidó su posición después de la ejecución de su antiguo colaborador, el coronel Atnafu Abate, acusado de "enemigo de la revolución" por "traición". El poder total alcanzado por Mengistu despertó la resistencia del PRPE, quienes denunciaron su ideología comunista, acusándolo de totalitario y le responsabilizaron de los ataques a sus opositores.

Entre los años 1977 y 1978 llevó a cabo una purga conocida como el Terror Rojo, destinada a eliminar la oposición interna a su gobierno. Inicialmente se enfocó contra el Partido Revolucionario del Pueblo Etíope (PRPE), el cual se había opuesto al autoritarismo de Mengistu. Para estos efectos, se sirvió del Movimiento Socialista Panetíope (MEISON) en la creación de milicias armadas, las cuales respondían personalmente a él, sin consultar al Derg. Posteriormente, enfocó la represión contra el propio MEISON.

### Gobierno y organización del nuevo Estado

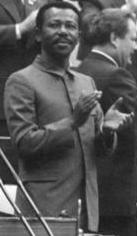
Mengistu como invitado en la inauguración del XI Congreso del SED, celebrado en 1986 en la República Democrática Alemana.

A partir de entonces, aprovechando el apoyo económico, técnico y militar de la Unión Soviética y Cuba, entre otros países socialistas, Mengistu gobernó Etiopía casi sin oposición, llevando a cabo una serie de reformas políticas y económicas con la pretensión de superar el atraso económico del país, heredado del régimen feudal de Haile Selassie.
Durante su gobierno se continuó con las políticas tendentes a combatir el analfabetismo que caracterizaba históricamente al país. En el decenio 1975-1985 el país pasó de menos del 10% de población alfabetizada en la era imperial a un 63% de alfabetización. En el mismo período, la matrícula escolar aumentó de unos 957.300 a cerca de 2.450.000 de niños.
En 1978 el Gobierno comunista llevó a cabo la Campaña Nacional de Desarrollo Revolucionario, buscando expandir la agricultura y a aumentar la producción industrial. La reforma agraria se hizo por medio de la creación de granjas estatales y el fomento de la producción industrial mediante su nacionalización. En este periodo, a pesar del declive económico y unos déficits anuales superiores al 14%, el Banco Mundial siguió prestando asistencia al gobierno de Mengistu, que también recibió cuantiosas ayudas extranjeras.
No obstante, dichas políticas resultaron ineficientes para enfrentar las consecuencias de la sequía que asoló el país a comienzos de la década de 1980 y que derivó en la grave hambruna de 1984, que dejó más de 300.000 muertos y cientos de miles de refugiados según la Agencia de los Estados Unidos para el Desarrollo Internacional (USAID). Mengistu denunció a la comunidad internacional por no hacer nada para evitar la catástrofe debida a la sequía. Por su parte, los gobiernos occidentales se mostraban reacios a ayudar a un régimen marxista-leninista, acusando a Mengistu de no dar prioridad a la hambruna empleando los donativos en la compra de armas para proseguir la represión en Eritrea y valiéndose del hambre como un arma contra los rebeldes. Según la USAID, "en el otoño de 1984, las regiones más afectadas fueron Tigray, Wollo y Eritrea, zonas con redes de carreteras y transporte extremadamente limitadas. Además, estas regiones eran el escenario de antiguas rebeliones antigubernamentales que creaban situaciones de seguridad precarias".
Dada la ausencia de una formación política de carácter nacional, en 1984 se creó el Partido de los Trabajadores de Etiopía (PTE), con Mengistu como secretario general. En 1987 fue aprobada en un plebiscito por el 81% de los votos la primera Constitución política del país.
La Constitución declaraba que el país pasaría a llamarse oficialmente República Democrática Popular de Etiopía, aprobando el papel del PTE como fuerza directiva de la sociedad. A su vez se convocaba a elecciones al Shengo (Asamblea Nacional) ese mismo año, cuyos candidatos no necesitaban ser miembros del PTE. En 1987 la Asamblea Nacional eligió a Mengistu como el primer Presidente Constitucional de Etiopía.

### Conflictos y caída
En 1978 la Somalia de Mohamed Siad Barre invadió Etiopía con el apoyo de las guerrillas del territorio oriental de Ogaden, que reclamaba como territorio somalí. Cuba envió un contingente militar que logró, de forma conjunta con las fuerzas etíopes, derrotar a los secesionistas somalíes. Paralelamente, los cubanos ayudaron a los etíopes a combatir a las guerrillas independentistas en Eritrea. Sin embargo, a finales de la década de 1980 con la evacuación de los soldados cubanos, y cortada la ayuda militar y económica de la Unión Soviética, el Ejército etíope perdió todo el territorio ganado en Eritrea.
En 1988, el Frente Popular de Liberación de Eritrea se apoderó de la ciudad de Afabet y en 1990 sea apoderó del puerto de Massawa. En 1989 se formó el Frente Democrático Revolucionario del Pueblo Etíope, al mando de Meles Zenawi, el cual tras una guerra civil logró conquistar en febrero de 1991 las ciudades de Gondar y Gojam. El 23 de mayo de 1991 las milicias rebeldes de Zenawi entraron en Adís Abeba y derrocaron a Mengistu, que se exilió en Zimbabue acogido por el expresidente Robert Mugabe.

### Condenas en el exilio
Los intentos de los posteriores gobiernos etíopes de conseguir su extradición por genocidio han fracasado hasta el momento.
El 12 de diciembre de 2006, Mengistu fue declarado culpable de genocidio. Después de un proceso de 12 años, el Tribunal Supremo Federal de Etiopía condenó en veredicto unánime a Mengistu por los cargos de genocidio, crímenes contra la humanidad, homicidio, encarcelamiento ilegal y confiscación ilegal de propiedad privada.
El 11 de enero de 2007 se hizo pública la sentencia que le condenó a cadena perpetua. El 26 de mayo de 2008 es condenado a muerte por el Tribunal de Apelación.
En 2010 Mengistu anunció la publicación de sus memorias, escritas en lengua ge'ez.
En 2018, el ex primer ministro de Etiopía, Hailemariam Desalegn, publicó una foto de él mismo reuniéndose con Mengistu durante una visita a Harare, capital de Zimbabue, actual lugar de residencia del segundo. Retiró la foto después de las críticas suscitadas.

## Personalidad

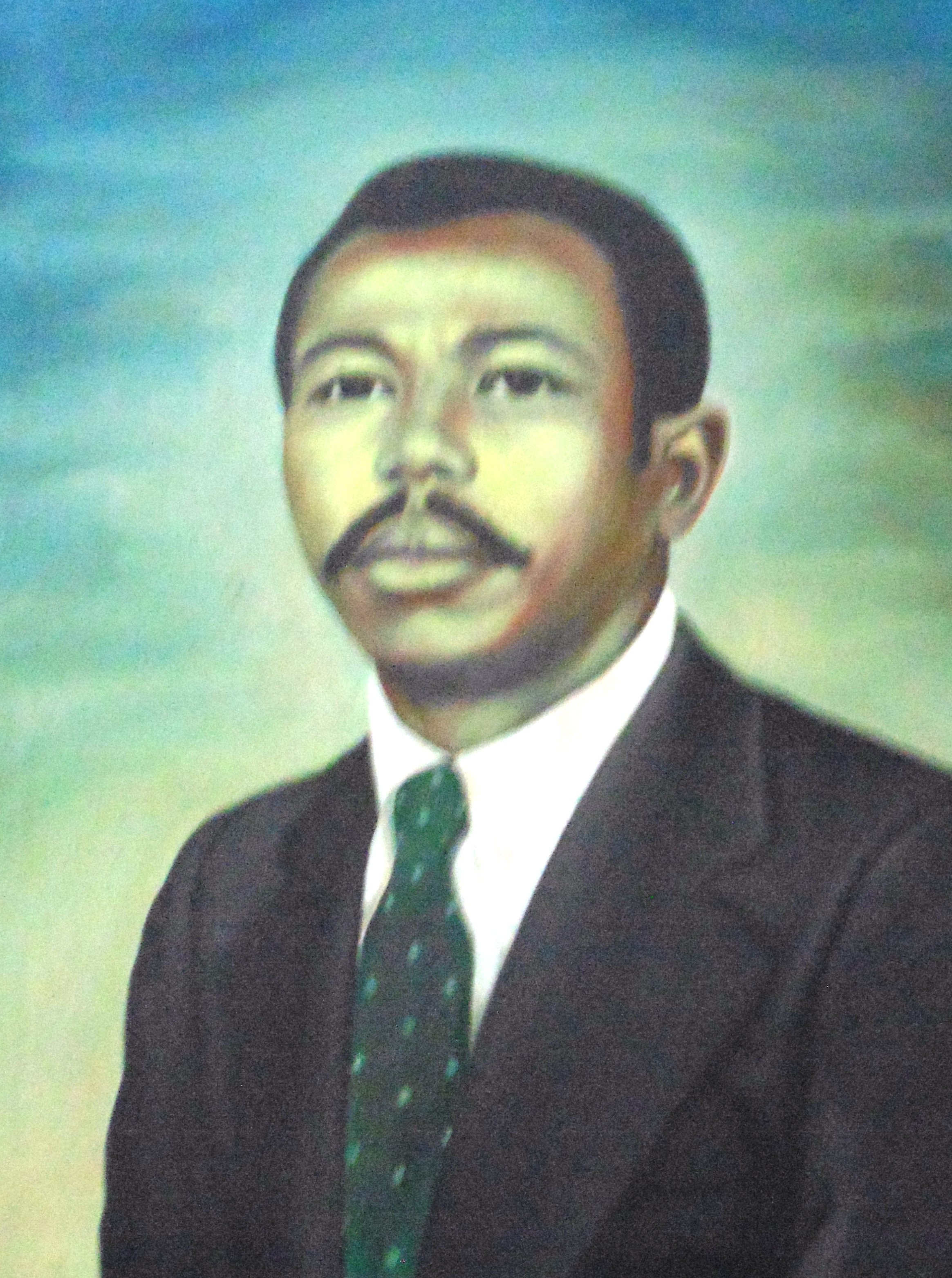
Pintura de Mengistu Haile Mariam

Mengistu solía soportar comentarios despectivos sobre su apariencia. Sus rasgos eran mucho más "negroides", lo que Paul Henze cree que le dio un complejo de inferioridad. Henze también señala que mientras recibía entrenamiento militar en los Estados Unidos, Mengistu experimentó discriminación racial que lo llevó a desarrollar un fuerte sentimiento antiestadounidense, pero Henze no pudo encontrar ninguna evidencia de tales incidentes. Cuando tomó el poder y asistió a la reunión de miembros del Derg en el cuartel general de la Cuarta División en Adis Abeba, Mengistu exclamó con emoción:
En este país, algunas familias de la aristocracia categorizan automáticamente a las personas con piel oscura, labios gruesos y cabello rizado como "Barias" (en amhárico significa esclavo  )... ¡Que quede claro para todos que pronto haré que estos ignorantes se agachen y muelan maíz! 

Bahru Zewde señala que Mengistu se distinguió por una "habilidad especial para evaluar situaciones y personas".  Aunque Bahru señala que algunos observadores "más bien caritativamente" equipararon esta habilidad con la inteligencia, el académico cree que esta habilidad es más parecida a "inteligencia callejera": "es bastante más acertado verlo como  elegancia del centro de la ciudad (o lo que en la jerga local se llamaría aradanat)".
Mengistu se caracterizaba en sus discursos por ser alguien enérgico, sonriente y carismático. Sus detractores por otro lado lo consideran un dictador ineficiente y lo acusan de causar miles de muertos por la hambruna y represión de su régimen.

## Condecoraciones
Mengistu Haile Mariam recibió varias condecoraciones:
- Orden de José Martí de la República de Cuba.[18]
- Medalla de Oro Frédéric Joliot-Curie del Consejo Mundial de la Paz, en 1978.[19]
- Orden de Playa Girón de la República de Cuba en 1978 por «su valerosa lucha contra el imperialismo y la reacción, su promoción de medidas radicales en beneficio del pueblo y sus extraordinarias contribuciones a la victoria de África contra todas las formas de opresión».[20]
- Orden de la Revolución de Octubre de la Unión de Repúblicas Socialistas Soviéticas en 1980.[21]